# 横山あさ美
横山 あさ美 (よこやま あさみ、1985年9月9日 - ) は、日本の元AV女優。
趣味:料理。

## 略歴
2004年に『Fairy Lip』でAVデビュー。

## 作品

### アダルトビデオ
2004年
- Fairy Lip（6月25日、シャイ企画）
- Dearest 〜Asami’s history〜（7月30日、シャイ企画）
- Prism AAA（8月27日、シャイ企画）
- 視線の理由…（9月24日、シャイ企画）
- 横山あさ美を3人の監督が「カワイくプロデュース!!」（レンタル） / 横山あさ美を4人の監督が「カワイく★プロデュース!!」 DVD特別版3+1Directorヴァージョン! (セル)（10月29日、シャイ企画）
- ワタシは…ペット!?（11月26日、シャイ企画）
- Flowers 〜ソラニフルハナ〜（12月22日、シャイ企画）

2005年
- LAST LOVE LIVE（1月28日、シャイ企画）
- 横山あさ美の挑戦（2月1日、ワンズファクトリー）
- うっかりマンコが出てました（3月1日、ワンズファクトリー）
- 横山あさ美にがっつりぶっかけろ!（4月1日、ワンズファクトリー）
- 横山あさ美のパイパンいよいよ初アナル（5月1日、ワンズファクトリー）
- イカせ続けると女はどーなるのか?（6月1日、ワンズファクトリー）
- デジタルモザイク Vol.086（9月13日、MOODYZ）

2006年
- ノーモザイクおまんこ 3（1月13日、カルマ）共演:滝沢優奈 他出演:あんずさき
- 純生コレクター 2（5月22日、プレステージ）
- 牛乳浣腸2（5月22日、ワンズファクトリー）他出演:結衣 他

### オリジナルビデオ
- 行列のできる人妻相談所（2004年5月22日、TMC）共演:お蝶婦人、藤田浩、真崎あむ、百瀬春華

## 出演

### CSテレビ
- Peach-Pit 桃のたね #20（MONDO TV）